# Nettie Rosenstein

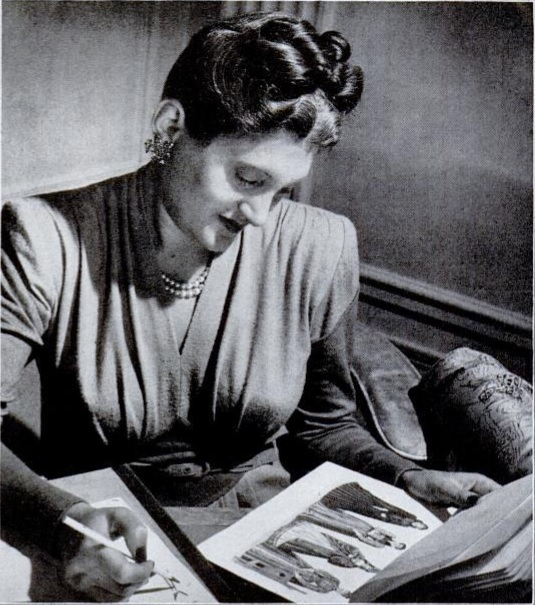
Nettie Rosenstein, 1944

Nettie Rosenstein (geboren am 26. September 1890 als Nettie Rosencrans in Salzburg; gestorben am 13. März 1980 in New York City) war eine amerikanische Modedesignerin und Unternehmerin. Sie popularisierte das „Kleine Schwarze“ in den USA.

## Leben
Nettie Rosencrans kam als Kind mit ihrer Familie aus Salzburg nach New York City, wo ihre Eltern, Joseph and Sarah Rosencrans, ein Geschäft für Kurzwaren auf der 118th Street, Ecke Lenox Avenue in Harlem eröffneten. Sie hatte zwei ältere Geschwister. Ihre Karriere begann sie als Schneiderin für Kundinnen ihrer Schwester Pauline, die einen Hutsalon führte. 1913 heiratete sie Saul Rosenstein, der mit Damenunterwäsche handelte. Sie bekam mit ihm zwei Kinder, geboren 1914 und 1925.

## Werk

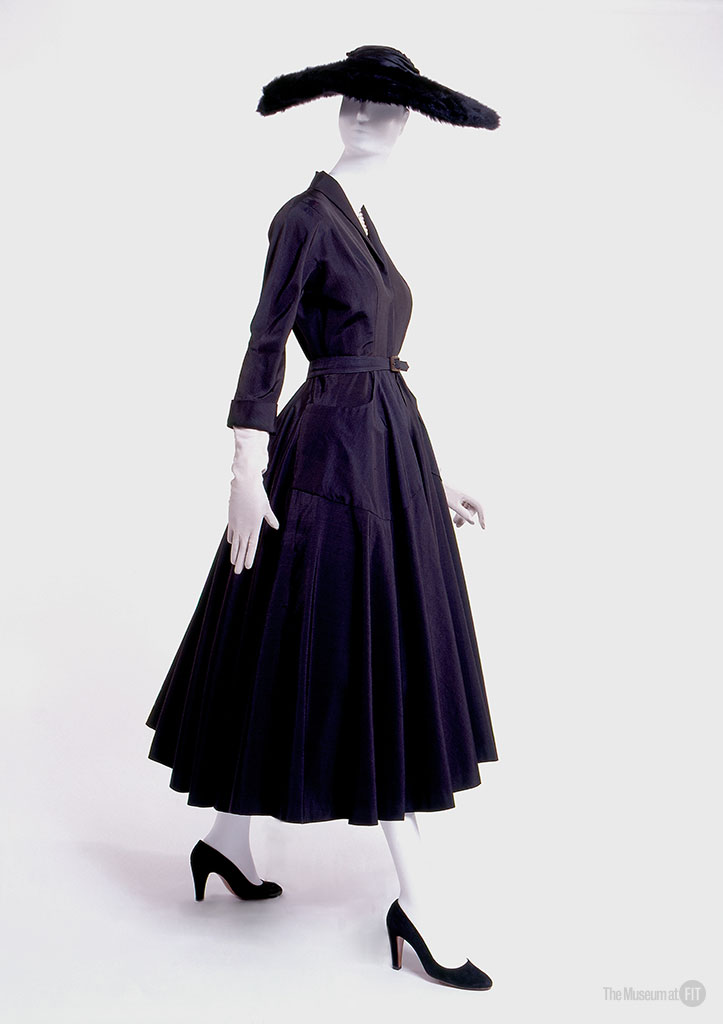
Nettie Rosenstein: schwarzes Kleid von 1947

Nettie Rosenstein gründete 1916 in ihrem Zuhause in Harlem ihre eigene Schneiderei für Damenmode und beschäftige 1921 schon 50 Schneiderinnen. Später zog sie in eine Mode-Umgebung in Midtown Manhattan und belieferte Kaufhäuser wie Neiman Marcus und Bonwit Teller. Sie arbeitete mit hochwertigen Materialien, raffinierten Schnitttechniken und präzisen Passformen. Jeder ihrer Entwürfe wurde direkt an einem Model entworfen und dann in Passform und Proportion fünf unterschiedlichen Modellen angepasst, die Durchschnittsfiguren repräsentierten. Trotz der Großen Depression in den 1930er-Jahren florierte ihr Unternehmen. 1937 soll sie schon eine Million US-Dollar im Jahr verdient haben.
In den 1930er und 1940er Jahren hatten in den USA Frauen ihren Platz in vielen Berufen, im sozialen Leben und im Sport eingenommen. Der Bedarf an erschwinglicher Mode, um bei jeder Gelegenheit passend angezogen zu sein und gut auszusehen, wuchs. Besonders die Frauen unter den Modedesignern, die selbst ein aktives Berufs- und Gesellschaftsleben führten, antworteten mit ihren Konfektions-Kollektionen auf diese Bedürfnisse. Das Life-Magazin zählte Netti Rosenstein 1944 unter die zehn besten amerikanischen Modedesigner. Da ihre Entwürfe häufig kopiert wurden, war ihre Mode weit über den Kreis ihrer Kundinnen hinaus stilprägend. Passend zur Kleidung entwarf sie Accessoires wie Taschen, Handschuhe und dekorativen Schmuck.
Einige Modehistoriker schreiben Nettie Rosenstein die Erfindung des „Kleinen Schwarzen“ zu. Sie sei als „mother of the little black dress“ in den USA bekannt. Sie kreierte es aus schwarzem Crêpe Georgette oder einem anderen edlen Stoff für den Übergang von der Tages- zur Abendgarderobe als elegantes Nachmittagskleid.

## Auszeichnungen
Quelle: American National Biography Online
- 1936: Lord & Taylor American Design Award
- 1938: Neiman Marcus Achievement Award
- 1946: Fashion Trades Award for Best Design
- 1947 und 1960: Coty Award